# Leptocometes luneli
Leptocometes luneli es una especie de escarabajo longicornio del género Leptocometes, tribu Acanthocinini, subfamilia Lamiinae. Fue descrita científicamente por Chalumeau & Touroult en 2005.
El período de vuelo de la especie se presenta durante los meses de mayo y septiembre.

## Descripción
Mide 7,5 milímetros de longitud.

## Distribución
Se distribuye por las Antillas, Antillas Menores y San Vicente.